# Urban Legend
Pour les articles homonymes, voir Urban Legend (homonymie).
Série Urban Legend
Coup de grâce
(2000)
Pour plus de détails, voir Fiche technique et Distribution.
Urban Legend ou Légende urbaine au Québec est un film d'horreur américain réalisé par Jamie Blanks, sorti en 1998. Il s'agit du premier film de la trilogie Urban Legend.

## Synopsis
Les étudiants de l'université de Pendleton suivent assidûment les cours consacrés aux légendes urbaines qui évoquent des histoires terrifiantes dont on ignore l'origine.

Lorsqu'une étudiante se fait violemment assassiner dans sa voiture par un inconnu, seuls Natalie Simon et le journaliste Paul croient à l'existence d'un tueur en série qui tue selon des légendes urbaines. Mais lorsque l'un de ses amis disparaît, personne ne croit Natalie qui l'a vu mourir sous ses yeux, pendu à un arbre au-dessus de sa voiture, comme dans la célèbre légende urbaine. Ce n'est qu'après la mort affreuse de sa colocataire que ses soupçons sur l'existence d'un tueur se confirment.

## Fiche technique
- Titre original et français : Urban Legend
- Titre québécois : Légende urbaine
- Réalisateur : Jamie Blanks
- Scénario : Silvio Horta
- Musique : Paula Cole, Stabbing Westward et Christopher Young
- Photographie : James Chressanthis
- Montage : Jay Cassidy
- Production : Gina Matthews, Michael McDonnell et Neal H. Moritz
- Société de production : Original Film
- Pays d'origine :  États-Unis
- Langue originale : anglais
- Format : 35 mm - 2,35:1 - Dolby Digital
- Genre : horreur, thriller, slasher
- Durée : 99 minutes
- Dates de sortie :
  - États-Unis : 25 septembre 1998
  - France : 17 mars 1999
  - Belgique : 24 mars 1999
- Classification : Interdit aux moins de 12 ans

## Distribution
- Jared Leto (VF : Damien Witecka) : Paul Gardner
- Alicia Witt (VF : Sylvie Jacob) : Natalie Simon
- Rebecca Gayheart (VF : Barbara Kelsch) : Brenda Bates
- Tara Reid (VF : Laurence Colussi) : Sasha Thomas
- Michael Rosenbaum (VF : Adrien Antoine) : Parker Riley
- Loretta Devine (VF : Annie Milon) : Reese Wilson
- Joshua Jackson (VF : Alexandre Gillet) : Damon Brooks
- John Neville (VF : Michel Tureau) : Dean Adams
- Julian Richings : Le concierge bizarre
- Robert Englund (VF : Bernard Alane) : le professeur William Wexler
- Danielle Harris : Tosh Guaneri
- Natasha Gregson Wagner (VF : Anne Rondeleux) : Michelle Mancini
- Stephanie Mills : Felicia
- Brad Dourif : Michael McDonnell
- Danny Comden (VF : Benoît DuPac) : Blake

## Production
(juillet 2020).
Si vous disposez d'ouvrages ou d'articles de référence ou si vous connaissez des sites web de qualité traitant du thème abordé ici, merci de compléter l'article en donnant les références utiles à sa vérifiabilité et en les liant à la section « Notes et références ».
- Sarah Michelle Gellar accepte le rôle de Sasha, mais en raison des conflits d'horaires avec la série Buffy contre les vampires, elle abandonne le rôle. Jody Lyn O'Keefe refuse le rôle pour pouvoir tourner dans Halloween, 20 ans après.

- Brad Dourif fait un caméo (non crédité) dans le rôle du pompiste au début du film.

- Quand Damon (Joshua Jackson) décide de raccompagner Natalie en voiture, au début du film, l'autoradio se met en route : il s'agit du générique de la série Dawson, série dans laquelle jouait Joshua Jackson.

## Accueil
(juillet 2020).
Si vous disposez d'ouvrages ou d'articles de référence ou si vous connaissez des sites web de qualité traitant du thème abordé ici, merci de compléter l'article en donnant les références utiles à sa vérifiabilité et en les liant à la section « Notes et références ».
Le film est très mal accueilli par les critiques et possède 25 % d'opinions positives sur Rotten Tomatoes, le site donne un commentaire : « Des éléments du film Scream sont présents dans ce film très inférieur ». La suite, Urban Legend 2, sera encore plus éreinté par les critiques et n'obtient que 9% d'opinions favorables sur Rotten Tomatoes.

## Distinctions
Entre 1998 et 1999, Urban Legend a été sélectionné 3 fois dans diverses catégories et a remporté 1 récompense.

### Récompenses
- International Film Music Critics Award (IFMCA) 1998 : IFMCA Award de la meilleure musique originale pour un film d'horreur / thriller décerné à Christopher Young.

### Nominations
- Académie des films de science-fiction, fantastique et d'horreur - Saturn Awards 1999 : meilleur jeune actrice pour Alicia Witt.
- Prix Fangoria Chainsaw 1999 : meilleure actrice pour Alicia Witt.